# Enrico Borwin I di Meclemburgo

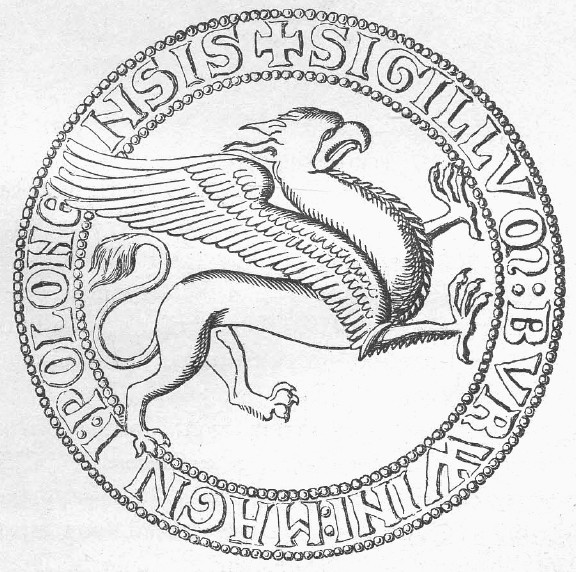
Sigillo di Enrico Borwin I

Enrico Borwin I di Meclemburgo, (tedesco: Heinrich Borwin), conosciuto anche nelle forme latinizzate come Henricus Buruwi, Heinricus Buriwoi, Hinricus Burwy (Burwi) (XII secolo – 28 gennaio 1227) è stato un sovrano di Meclemburgo.

## Biografia

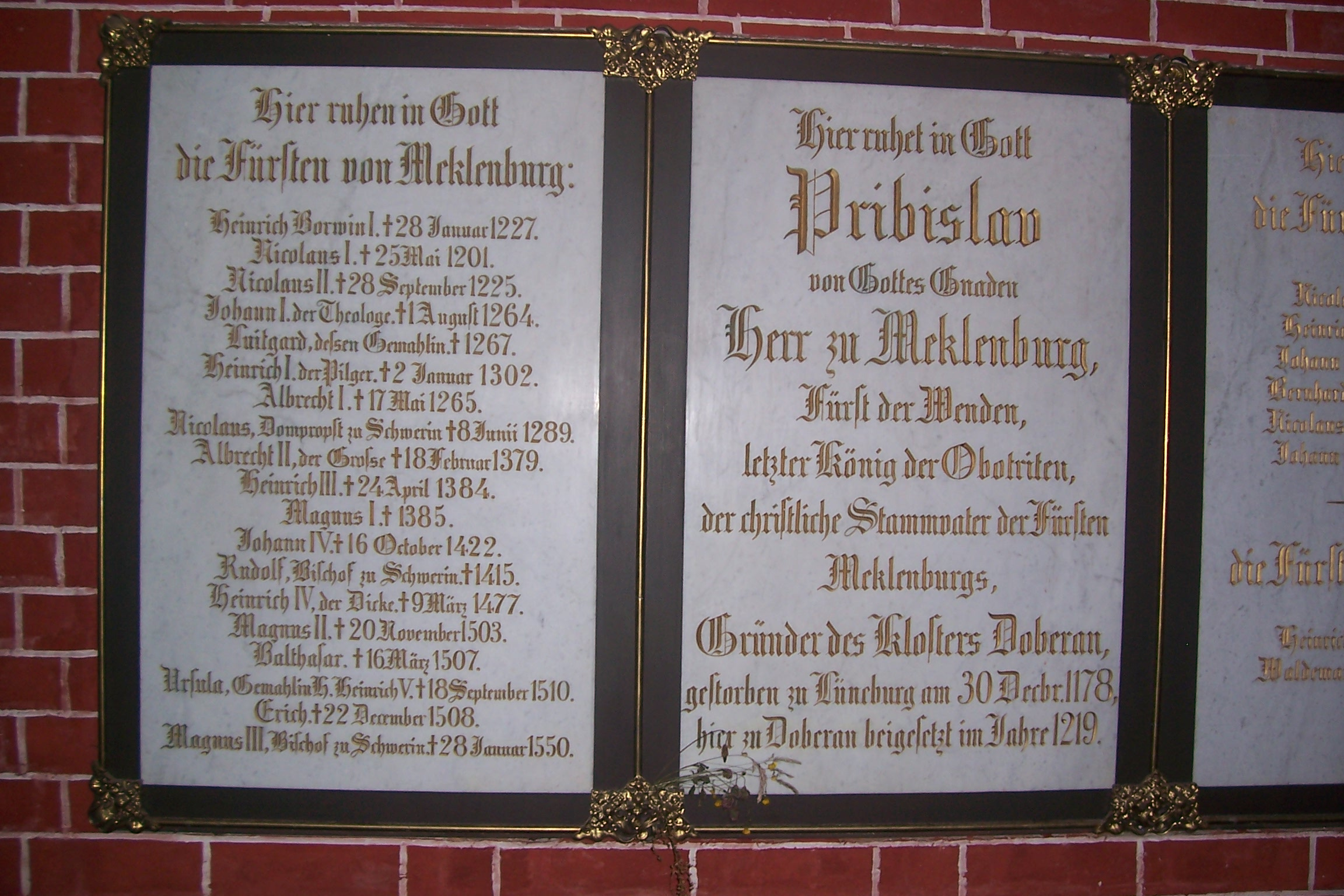
Lapide commemorativa dei signori di Meclemburgo sepolti nel Duomo di Bad Doberan

Enrico Borwin I era figlio di Pribislavo e di una nobildonna slava di cui non si hanno ulteriori informazioni. Divenne signore di Meclemburgo nel 1178 alla morte del padre.
Enrico Borwin I ebbe due matrimoni. Il primo con Matilde, che secondo le fonti dell'epoca era una figlia illegittima di Enrico il Leone, da cui ebbe due figli: Enrico Borwin II e Nicola II. Dalla seconda moglie, Adelaide, ebbe una figlia, Elisabetta di Meclemburgo, che divenne badessa del convento di Wienhausen.
Fra il 1183 e il 1185 Enrico dovette fronteggiare il cugino Nicola I, figlio di Vratislavo, che lo aveva attaccato con l'aiuto del re danese Canuto VI. In questa guerra Enrico non poté contare sul supporto del suocero, Enrico il Leone, che in quel periodo era stato esiliato dalla Germania per i contrasti avuti con l'imperatore Federico Barbarossa. Questa situazione offri al re danese la possibilità di espandersi nel Baltico. Nel 1185 Enrico fu sconfitto dai danesi, venne imprigionato e dovette rendere omaggio a Canuto VI a cui fu costretto a cedere anche la città di Rostock che fu assegnata da Canuto a Nicola I come feudo.
Nel maggio del 1200 Enrico e il cugino Nicola I combatterono per conto dei danesi nella battaglia di Waschow, presso Wittendörp, in cui sconfissero Adolfo III, duca di Holstein. Nella battaglia Nicola I morì senza lasciare eredi, pertanto Rostock venne restituita da Canuto a Enrico I come feudo.
Ancora nel dicembre del 1201 Enrico combatte a fianco dei danesi sempre contro Adolfo III nella battaglia di Stellau, in cui i danesi risultarono ancora vincitori. Anche questa volta Enrico fu premiato per il suo supporto e nel 1203 ricevette in feudo le città di Gadebusch and Ratzeburg. Ancora nel 1218-1219 e nel 1225-1227 Enrico sostenne i danesi nella conquista dell'Estonia e nella guerra contro i conti di Schaumburg.
Il 24 giugno 1218 Enrico concede a Rostock i privilegi previsti dal diritto di Lubecca, che ne fecero di fatto una città libera, e costituirono la base per la sua adesione alla Lega anseatica qualche anno dopo.
Nel 1218 Enrico, forse provato dall'età, abdicò in favore dei due figli, suddividendo fra loro il suo regno. In alcuni testi sono indicati entrambi come co-reggenti del padre. Al primogenito Enrico Borwin II andò la parte orientale, e a Nicola II la parte occidentale. Tuttavia entrambi i figli di Enrico morirono prima del padre e siccome Nicola non lasciò eredi, il territorio di Enrico, alla sua morte, venne suddiviso fra i quattro figli di Enrico Borwin II (prima partizione del Meclemburgo).
Enrico Borwin morì il 28 gennaio 1227 ed il suo corpo è sepolto nel duomo di Bad Doberan insieme al padre Pribislavo di Meclemburgo.

## Ascendenza
|                                |   |   | Genitori |  |  | Nonni |  |  | Bisnonni             |  |  | Trisnonni |  |
|                                |   |   |          |  |  |       |  |  | Pribislavo di Wagria |  |  | Budivoj   |  |
|                                |   |   |          |  |  |       |  |  | Pribislavo di Wagria |  |  | Budivoj   |  |
|                                |   | … |          |  |  |       |  |  | Pribislavo di Wagria |  |  |           |  |
| Niklot                         |   |   |          |  |  |       |  |  | Pribislavo di Wagria |  |  |           |  |
|                                |   | … | …        |  |  |       |  |  |                      |  |  |           |  |
|                                |   | … | …        |  |  |       |  |  |                      |  |  |           |  |
|                                |   | … | …        |  |  |       |  |  |                      |  |  |           |  |
| Pribislavo di Meclemburgo      |   | … |          |  |  |       |  |  |                      |  |  |           |  |
|                                |   | … | …        |  |  |       |  |  |                      |  |  |           |  |
|                                |   | … | …        |  |  |       |  |  |                      |  |  |           |  |
|                                |   | … | …        |  |  |       |  |  |                      |  |  |           |  |
| …                              |   | … |          |  |  |       |  |  |                      |  |  |           |  |
|                                |   | … | …        |  |  |       |  |  |                      |  |  |           |  |
|                                |   | … | …        |  |  |       |  |  |                      |  |  |           |  |
|                                |   | … | …        |  |  |       |  |  |                      |  |  |           |  |
| Enrico Borwin I di Meclemburgo |   | … |          |  |  |       |  |  |                      |  |  |           |  |
|                                | … | … |          |  |  |       |  |  |                      |  |  |           |  |
|                                | … | … |          |  |  |       |  |  |                      |  |  |           |  |
|                                | … | … |          |  |  |       |  |  |                      |  |  |           |  |
| …                              | … |   |          |  |  |       |  |  |                      |  |  |           |  |
|                                |   | … | …        |  |  |       |  |  |                      |  |  |           |  |
|                                |   | … | …        |  |  |       |  |  |                      |  |  |           |  |
|                                |   | … | …        |  |  |       |  |  |                      |  |  |           |  |
| …                              |   | … |          |  |  |       |  |  |                      |  |  |           |  |
|                                |   | … | …        |  |  |       |  |  |                      |  |  |           |  |
|                                |   | … | …        |  |  |       |  |  |                      |  |  |           |  |
|                                |   | … | …        |  |  |       |  |  |                      |  |  |           |  |
| …                              |   | … |          |  |  |       |  |  |                      |  |  |           |  |
|                                |   | … | …        |  |  |       |  |  |                      |  |  |           |  |
|                                |   | … | …        |  |  |       |  |  |                      |  |  |           |  |
|                                |   | … | …        |  |  |       |  |  |                      |  |  |           |  |
|                                |   | … |          |  |  |       |  |  |                      |  |  |           |  |